# Olympische Sommerspiele 2004/Leichtathletik – Weitsprung (Männer)
Der Weitsprung der Männer bei den Olympischen Spielen 2004 in Athen wurde am 24. und 26. August 2004 im Olympiastadion Athen ausgetragen. Vierzig Athleten nahmen teil.
Olympiasieger wurde der US-Amerikaner Dwight Phillips. Er gewann vor seinem Landsmann John Moffitt und dem Spanier Joan Lino Martínez.
Mit Nils Winter gab es einen deutschen Teilnehmer. Er schied in der Qualifikation aus.

Athleten aus der Schweiz, Österreich und Liechtenstein gingen nicht an den Start.

## Aktuelle Titelträger
| Olympiasieger 2000                      | Iván Pedroso ( Kuba)                      | 8,55 m | Sydney 2000        |
| Weltmeister 2003                        | Dwight Phillips ( USA)                    | 8,32 m | Paris 2003         |
| Europameister 2002                      | Oleksij Lukaschewytsch ( Ukraine)         | 8,08 m | München 2002       |
| Panamerikanischer Meister 2003          | Iván Pedroso ( Kuba)                      | 8,23 m | Santo Domingo 2003 |
| Zentralamerika und Karibik-Meister 2003 | Kareem Streete-Thompson ( Cayman Islands) | 8,12 m | St. George’s 2003  |
| Südamerika-Meister 2003                 | Víctor Castillo ( Venezuela)              | 7,78 m | Barquisimeto 2003  |
| Asienmeister 2003                       | Hussein al-Sabee ( Saudi-Arabien)         | 8,23 m | Manila 2003        |
| Afrikameister 2004                      | Jonathan Chimier ( Mauritius)             | 8,06 m | Brazzaville 2004   |
| Ozeanienmeister 2002                    | Fagamanu Sofai ( Neuseeland)              | 6,83 m | Christchurch 2002  |

## Bestehende Rekorde
| Weltrekord         | 8,95 m | Mike Powell ( USA) | Tokio, Japan                   | 30. August 1991  |
| Olympischer Rekord | 8,90 m | Bob Beamon ( USA)  | Finale OS Mexiko-Stadt, Mexiko | 18. Oktober 1968 |

Der bestehende olympische Rekord wurde bei diesen Spielen nicht erreicht. Mit seinem weitesten Sprung auf 8,59 m im ersten Durchgang des Finales verfehlte der US-amerikanische Olympiasieger Dwight Phillips den Rekord um 31 Zentimeter. Zum Weltrekord fehlten ihm 36 Zentimeter.

## Legende
Kurze Übersicht zur Bedeutung der Symbolik – so üblicherweise auch in sonstigen Veröffentlichungen verwendet:
| – | verzichtet |
| x | ungültig   |

Anmerkungen:
- Alle Zeitangaben sind auf die Ortszeit Athen (UTC+2) bezogen.
- Alle Weiten sind in Metern (m) angegeben.

## Qualifikation
24. August 2004, 19:45 Uhr
Die Qualifikation wurde in zwei Gruppen durchgeführt. Sechs Springer (hellblau unterlegt) übertrafen die direkte Finalqualifikationsweite von 8,10 m. Damit war die Mindestanzahl von zwölf Finalteilnehmern nicht erreicht. So wurde das Finalfeld mit sechs weiteren Wettbewerbern aus beiden Gruppen (hellgrün unterlegt) nach den nächstbesten Weiten aufgefüllt. Für die Teilnahme am Finale war so eine Weite von 8,05 m notwendig.

### Gruppe A

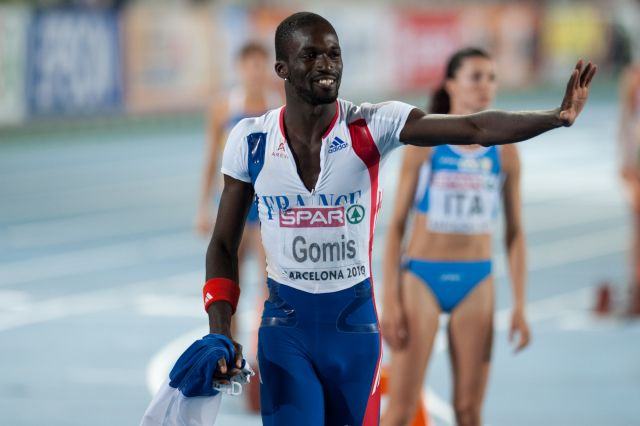
Kafétien Gomis – ausgeschieden in Qualifikationsgruppe A mit 7,99 m
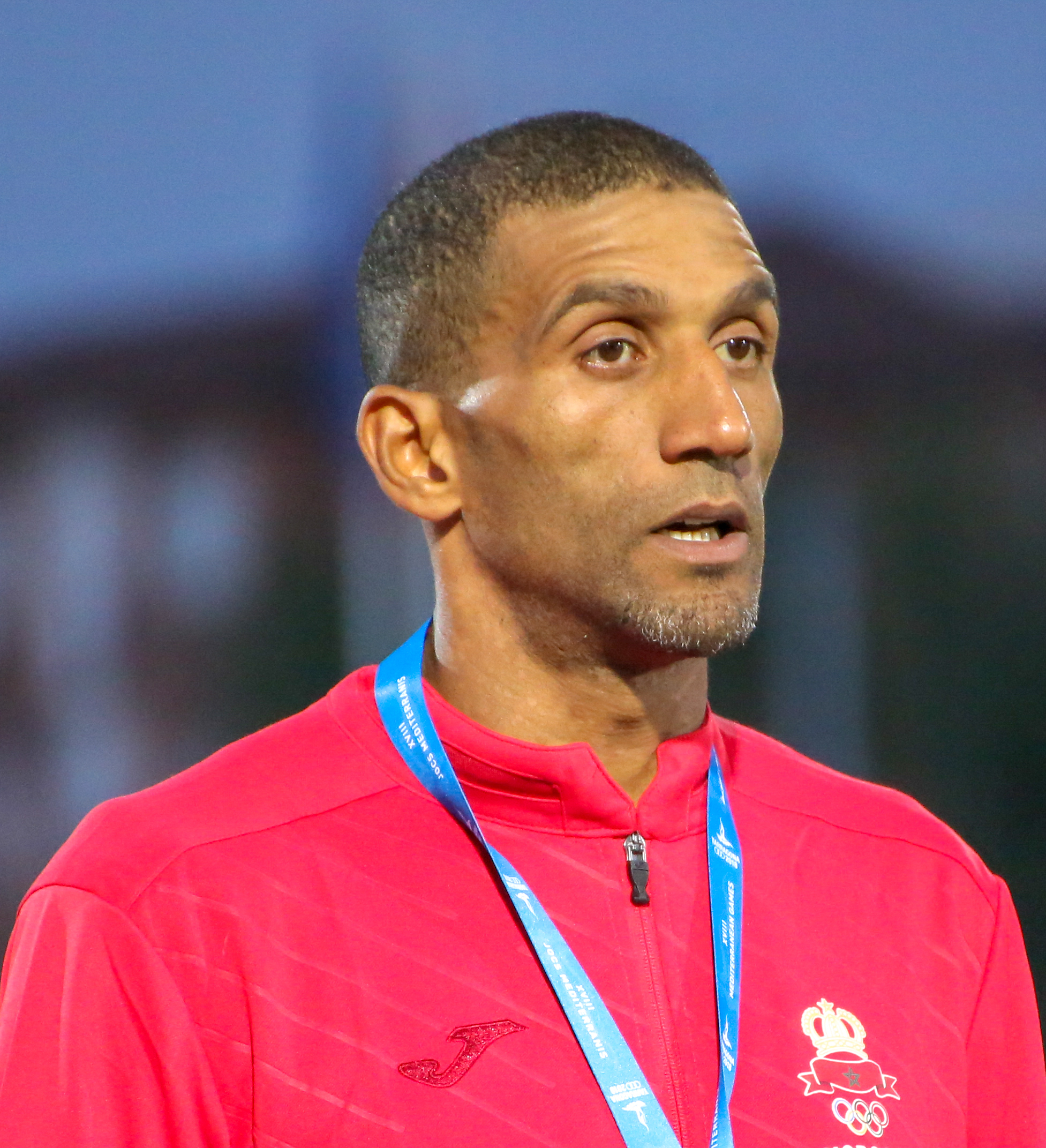
Yahya Berrabah – ausgeschieden in Qualifikationsgruppe A mit 7,62 m

| Platz | Name               | Nation              | 1. Versuch Wind (m/s) | 2. Versuch Wind (m/s) | 3. Versuch Wind (m/s) | Resultat |
| 1     | Dwight Phillips    | USA                 | 8,31 / −0,1           | –                     | –                     | 8,31     |
| 2     | John Moffitt       | USA                 | 7,80 / −0,8           | 8,17 / +0,1           | –                     | 8,17     |
| 3     | Joan Lino Martínez | Spanien             | 8,10 / −0,1           | –                     | –                     | 8,10     |
| 4     | Bogdan Țăruș       | Rumänien            | 7,95 / +0,3           | 8,08 / −0,1           | x                     | 8,08     |
| 5     | Iván Pedroso       | Kuba                | 8,05 / +0,1           | x                     | 8,04 / −0,5           | 8,05     |
| 6     | Ignisious Gaisah   | Ghana               | x                     | 7,84 / +0,4           | 8,05 / +0,2           | 8,05     |
| 7     | Kafétien Gomis     | Frankreich          | x                     | 7,99 / +1,2           | x                     | 7,99     |
| 8     | Kiril Sossunow     | Russland            | x                     | 7,99 / +0,1           | 7,76 / ±0,0           | 7,94     |
| 9     | Nikolay Atanasow   | Bulgarien           | x                     | 7,88 / +0,3           | 7,94 / −0,5           | 7,90     |
| 10    | Wolodymyr Sjuskow  | Ukraine             | x                     | 7,88 / −0,1           | x                     | 7,88     |
| 11    | Nicola Trentin     | Italien             | 7,86 / +0,1           | x                     | x                     | 7,86     |
| 12    | Gable Garenamotse  | Botswana            | 7,78 / −0,1           | 7,16 / +0,2           | 7,45 / −0,7           | 7,78     |
| 13    | Siniša Ergotić     | Kroatien            | 7,77 / ±0,0           | 7,73 / +0,4           | x                     | 7,77     |
| 14    | Ndiss Kaba Badji   | Senegal             | 7,47 / ±0,0           | 7,65 / −0,7           | 7,75 / −0,5           | 7,75     |
| 15    | Shinichi Terano    | Japan               | 7,57 / −1,0           | 7,58 / +0,1           | 7,70 / +0,9           | 7,70     |
| 16    | Yahya Berrabah     | Marokko             | 7,53 / −0,2           | 7,62 / +1,3           | 7,19 / ±0,0           | 7,62     |
| 17    | Zhou Can           | Volksrepublik China | 7,36 / +0,3           | 7,47 / −0,1           | x                     | 7,47     |
| 18    | Dimitrios Flindas  | Griechenland        | x                     | 7,45 / +0,2           | 7,42 / −0,4           | 7,45     |
| 19    | Tamás Margl        | Ungarn              | 7,38 / ±0,0           | 7,22 / ±0,0           | x                     | 7,38     |
| 20    | Gregor Cankar      | Slowenien           | 5,04 / −0,2           | x                     | 7,32 / −0,6           | 7,32     |
| NM    | Dimitrios Serelis  | Griechenland        | x                     | x                     | x                     | ogV      |

### Gruppe B

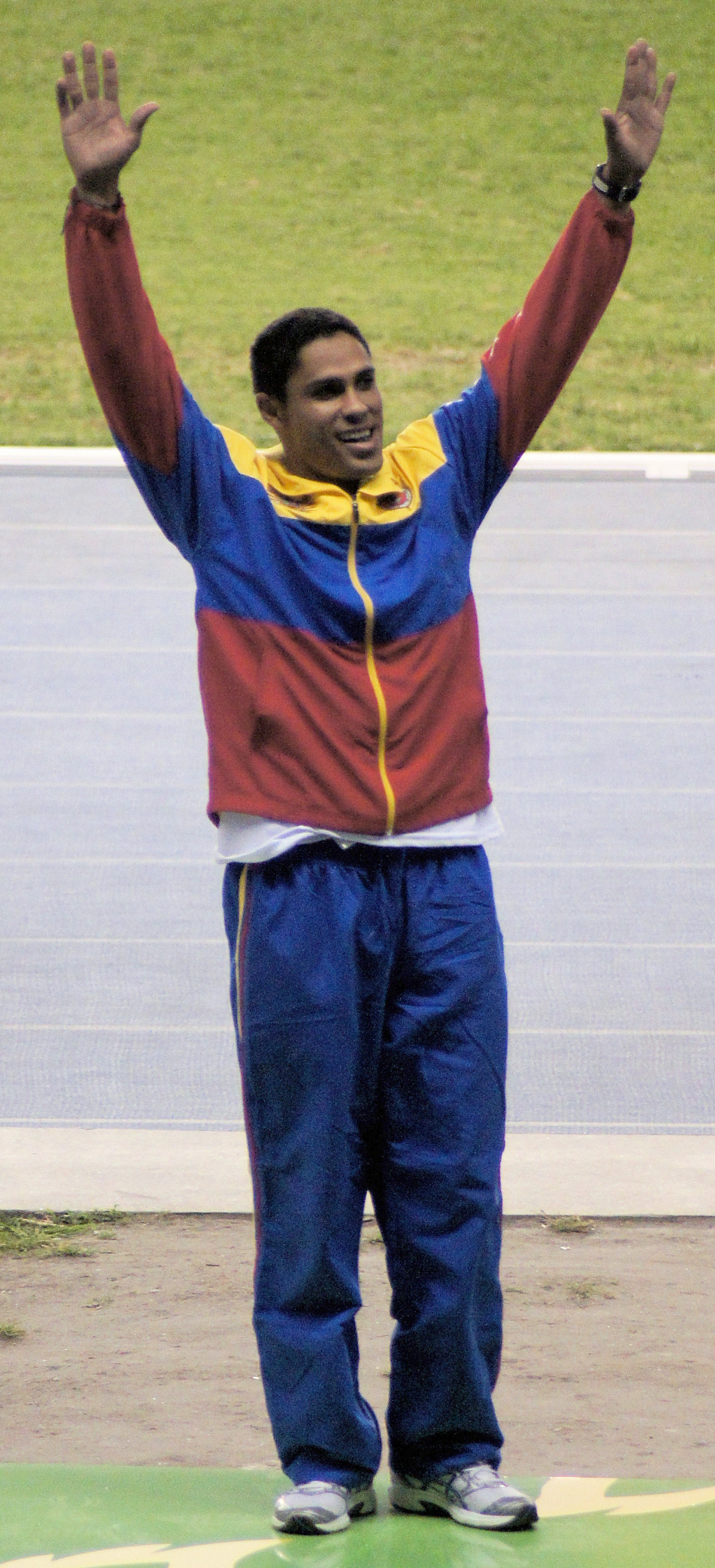
Víctor Castillo – ausgeschieden in Qualifikationsgruppe B mit 7,98 m
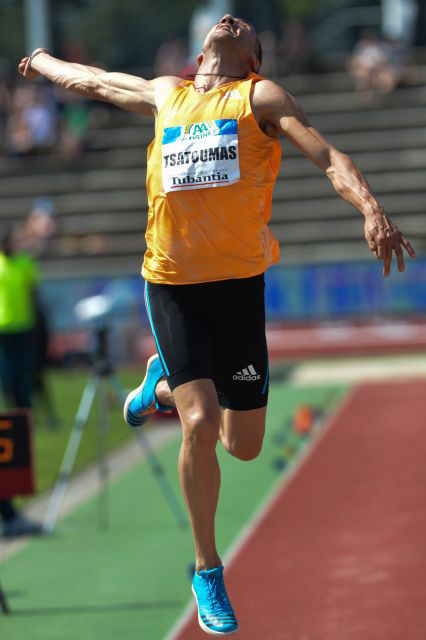
Louis Tsatoumas – ausgeschieden in Qualifikationsgruppe B mit 7,81 m

| Platz | Name                    | Nation         | 1. Versuch Wind (m/s) | 2. Versuch Wind (m/s) | 3. Versuch Wind (m/s) | Resultat |
| 1     | Jonathan Chimier        | Mauritius      | 8,28 / ±0,0           | –                     | –                     | 8,28     |
| 2     | Christopher Tomlinson   | Großbritannien | 7,76 / +0,3           | 8,23 / +0,9           | –                     | 8,23     |
| 3     | James Beckford          | Jamaika        | 8,20 / +0,3           | –                     | –                     | 8,20     |
| 4     | Witali Schkurlatow      | Russland       | 8,09 / +0,3           | x                     | x                     | 8,09     |
| 5     | Salim Sdiri             | Frankreich     | 8,08 / −0,5           | x                     | x                     | 8,08     |
| 6     | Yago Lamela             | Spanien        | 7,95 / +0,4           | 8,06 / +0,1           | 8,06 / +0,3           | 8,06     |
| 7     | Petar Datschew          | Bulgarien      | 8,05 / +0,4           | x                     | 7,83 / −1,0           | 8,05     |
| 8     | Víctor Castillo         | Venezuela      | 7,70 / ±0,0           | 7,62 / +0,7           | 7,98 / +0,6           | 7,98     |
| 9     | Kareem Streete-Thompson | Cayman Islands | x                     | 7,85 / +0,7           | 7,68 / +0,8           | 7,85     |
| 10    | Osbourne Moxey          | Bahamas        | 7,81 / −0,1           | 7,80 / +0,5           | 7,66 / +0,6           | 7,81     |
| 11    | Louis Tsatoumas         | Griechenland   | 6,99 / +0,4           | 7,81 / +0,4           | x                     | 7,81     |
| 12    | Walter Davis            | USA            | 7,37 / +0,4           | 7,70 / +0,1           | 7,80 / −0,9           | 7,80     |
| 13    | Tarik Bouguetaïb        | Marokko        | 7,79 / −0,4           | 7,63 / −0,2           | x                     | 7,79     |
| 14    | Yann Domenech           | Frankreich     | 7,56 / ±0,0           | 7,73 / +0,5           | x                     | 7,73     |
| 15    | Nils Winter             | Deutschland    | 7,51 / +0,2           | 7,41 / +0,1           | x                     | 7,51     |
| 16    | Jadel Gregório          | Brasilien      | 7,50 / +0,4           | x                     | x                     | 7,50     |
| 17    | Gaspar Araújo           | Portugal       | x                     | 7,27 / +0,1           | 7,49 / +0,3           | 7,49     |
| 18    | Irving Saladino         | Panama         | x                     | 7,28 / +0,2           | 7,42 / +0,8           | 7,42     |
| 19    | Abdul Rahman al-Nubi    | Katar          | x                     | 7,41 / −0,1           | 7,26 / ±0,0           | 7,41     |
| DNS   | Oleksij Lukaschewytsch  | Ukraine        |                       |                       |                       |          |

Weitere in Qualifikationsgruppe B ausgeschiedene  Weitspringer:

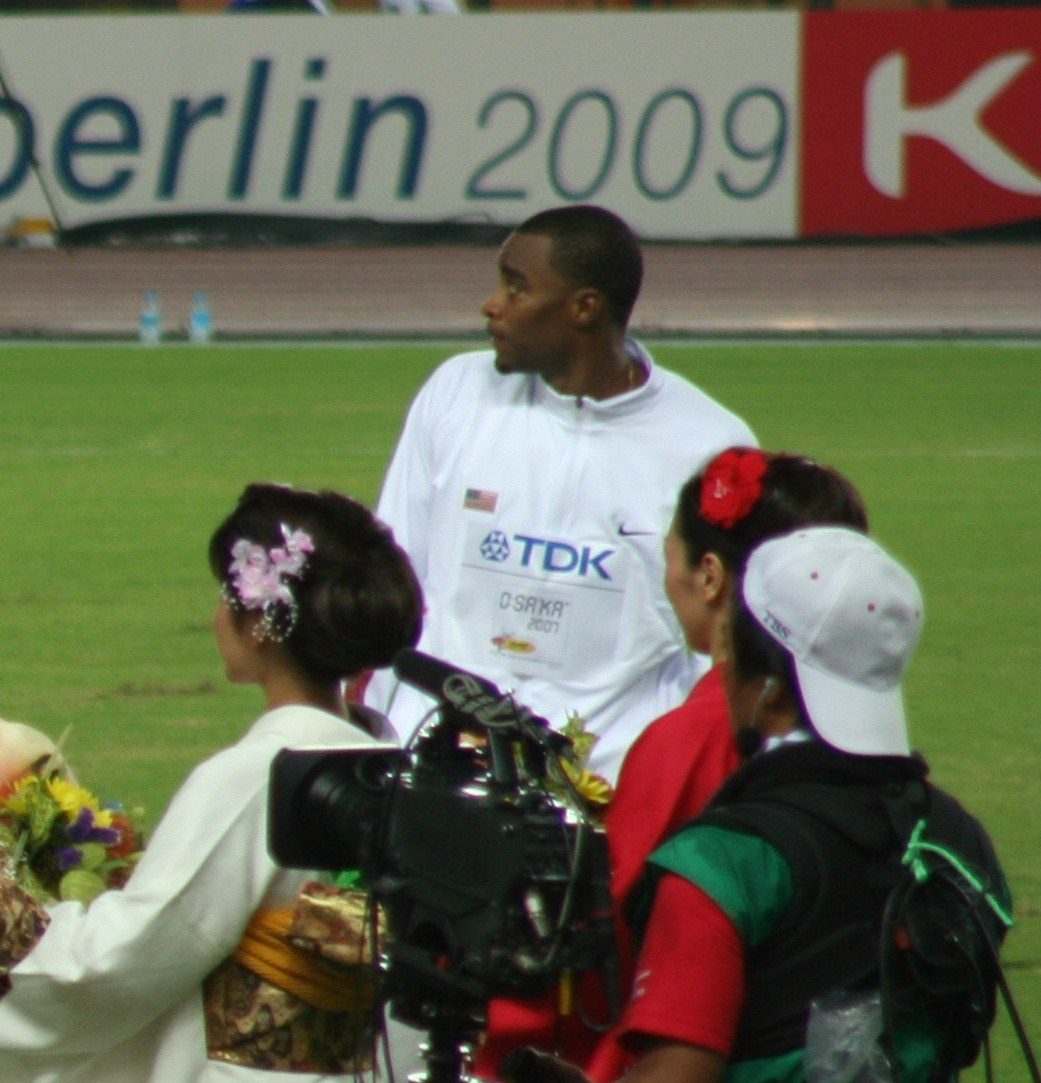
Walter Davis – 7,80 m
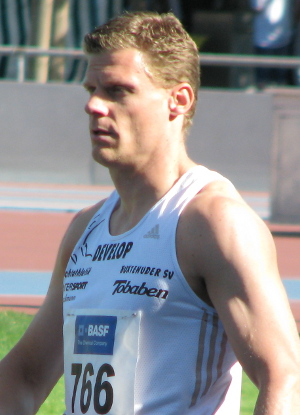
Nils Winter – 7,51 m
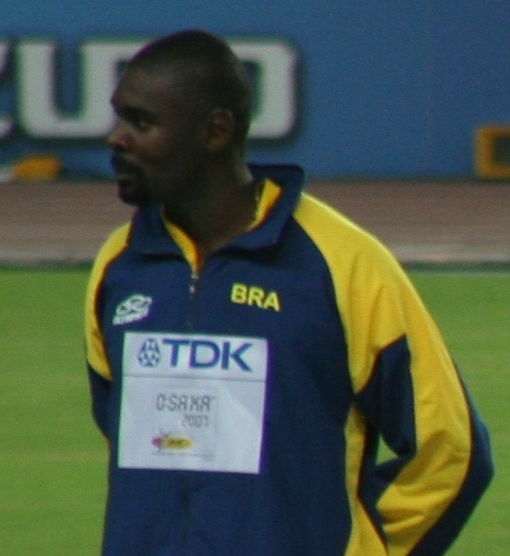
Jadel Gregório – 7,50 m
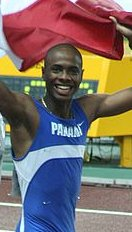
Irving Saladino – 7,42 m

## Finale

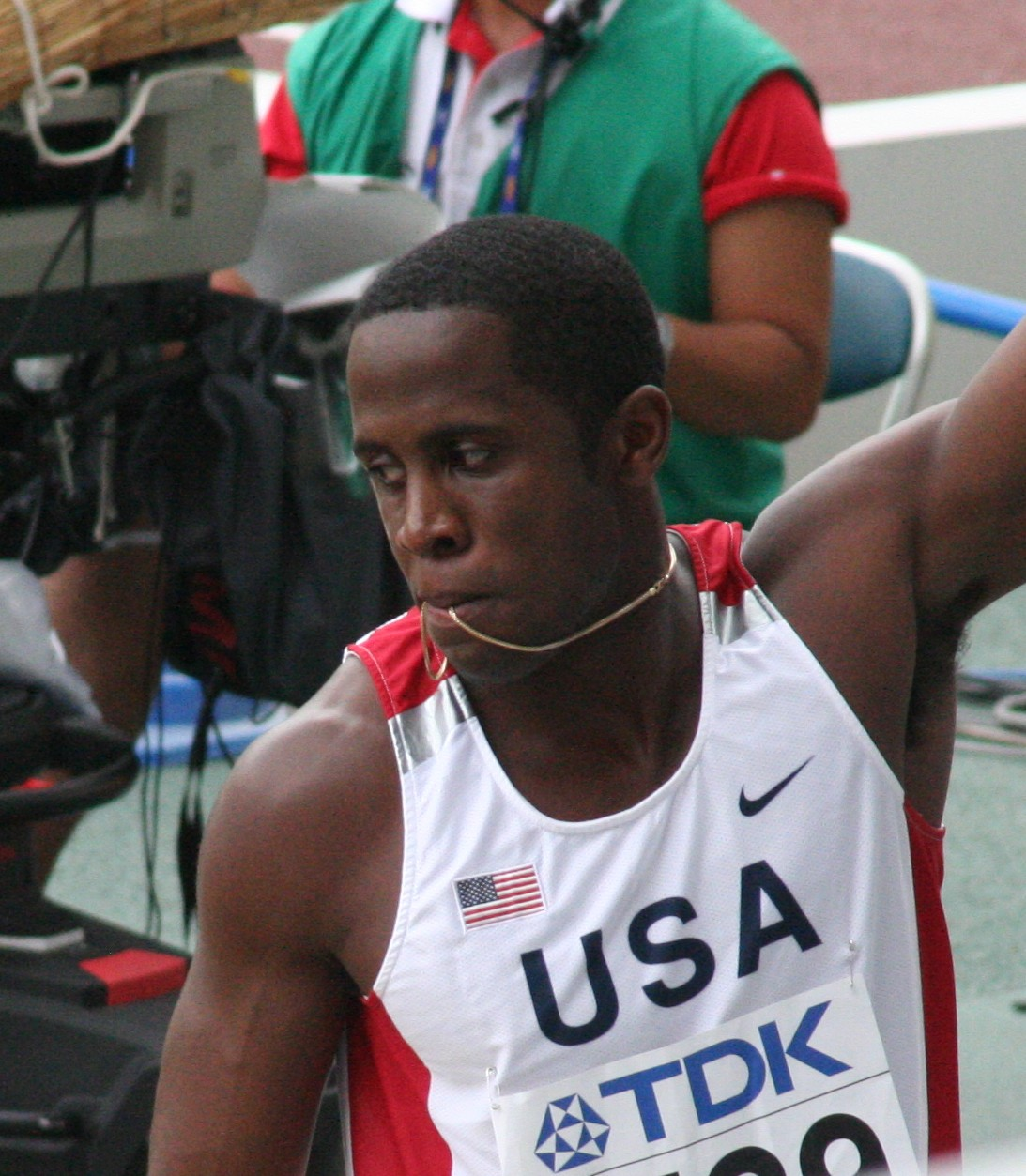
Olympiasieger Dwight Phillips
(auf dem Foto in Osaka 2007)

26. August 2004, 20:20 Uhr
| Platz | Name                  | Nation         | 1. Versuch Wind (m/s) | 2. Versuch Wind (m/s) | 3. Versuch Wind (m/s) | 4. Versuch Wind (m/s)                    | 5. Versuch Wind (m/s)                    | 6. Versuch Wind (m/s)                    | Resultat |
| 1     | Dwight Phillips       | USA            | 8,59 / +1,0           | x                     | x                     | –                                        | –                                        | 8,35 / +0,1                              | 8,59     |
| 2     | John Moffitt          | USA            | 8,10 / +1,2           | 8,28 / +1,5           | 7,85 / +0,8           | 8,19 / +0,6                              | 8,47 / +0,9                              | 8,24 / +0,2                              | 8,47     |
| 3     | Joan Lino Martínez    | Spanien        | 7,79 / +0,8           | 8,32 / +1,3           | 8,02 / +0,2           | 8,06 / +0,7                              | –                                        | 8,06 / +0,1                              | 8,32     |
| 4     | James Beckford        | Jamaika        | 8,15 / +0,6           | 8,15 / +0,4           | x                     | 8,31 / +0,8                              | x                                        | 8,12 / +0,6                              | 8,31     |
| 5     | Christopher Tomlinson | Großbritannien | 8,25 / +1,6           | 8,04 / +1,1           | 8,11 / +0,4           | 8,09 / +0,6                              | 8,05 / +0,7                              | 7,92 / +0,4                              | 8,25     |
| 6     | Ignisious Gaisah      | Ghana          | 8,01 / +1,2           | 8,06 / +1,2           | x                     | 8,24 / +0,8                              | 8,12 / −0,1                              | 8,09 / +0,5                              | 8,24     |
| 7     | Iván Pedroso          | Kuba           | x                     | 8,19 / +1,6           | x                     | 8,09 / +0,8                              | x                                        | 8,23 / +0,7                              | 8,23     |
| 8     | Bogdan Țăruș          | Rumänien       | 8,21 / +0,7           | x                     | 8,08 / +0,8           | x                                        | x                                        | 8,16 / +0,6                              | 8,21     |
|       |                       |                |                       |                       |                       |                                          |                                          |                                          |          |
| 9     | Witali Schkurlatow    | Russland       | x                     | 7,88 / +0,7           | 8,04 / +1,3           | nicht im Finale der besten acht Springer | nicht im Finale der besten acht Springer | nicht im Finale der besten acht Springer | 8,04     |
| 10    | Jonathan Chimier      | Mauritius      | 8,03 / +1,4           | 7,79 / +0,9           | 6,78 / +1,5           | nicht im Finale der besten acht Springer | nicht im Finale der besten acht Springer | nicht im Finale der besten acht Springer | 8,03     |
| 11    | Yago Lamela           | Spanien        | x                     | x                     | 7,98 / +1,0           | nicht im Finale der besten acht Springer | nicht im Finale der besten acht Springer | nicht im Finale der besten acht Springer | 7,98     |
| 12    | Salim Sdiri           | Frankreich     | x                     | x                     | 7,94 / +0,9           | nicht im Finale der besten acht Springer | nicht im Finale der besten acht Springer | nicht im Finale der besten acht Springer | 7,94     |

Für das Finale hatten sich zwölf Athleten qualifiziert, sechs von ihnen über die Qualifikationsweite, weitere sechs über ihre Platzierungen. Es standen sich zwei US-Amerikaner, zwei Spanier und jeweils ein Teilnehmer aus Frankreich, Ghana, Großbritannien, Jamaika, Kuba, Mauritius, Rumänien und Russland gegenüber.
Favoriten für diesen Wettkampf waren vor allem der US-amerikanische Weltmeister von 2003 Dwight Phillips, der Weltmeister von 2001 und Olympiasieger von 2000 Iván Pedroso aus Kuba, der Vizeweltmeister von 2003 James Beckford aus Jamaika und der WM-Dritte von 2003 Yago Lamela aus Spanien. Alle diese mitfavorisierten Springer erreichten nach überstandener Qualifikation das Finale.
Im Finale fiel die Entscheidung gleich in der ersten Runde, was zu diesem Zeitpunkt natürlich noch niemand wissen konnte. Phillips erzielte mit seinen 8,59 m den weitesten Sprung. Allerdings blieb der Wettbewerb spannend und hinter Phillips gab es noch eine ganze Reihe von Verschiebungen. An zweiter Stelle lag zunächst der Brite Christopher Tomlinson mit 8,25 m vor dem Rumänen Bogdan Țăruș, der 8,21 m weit gesprungen war. Im zweiten Durchgang verbesserte sich der Spanier Joan Lino Martínez auf 8,32 m und lag damit an zweiter Stelle. Der US-Amerikaner John Moffitt schob sich mit seinen 8,28 m an Position drei. Mit seinem vierten Sprung kam Beckford dann auf 8,31 m und verdrängte Moffitt damit vom Bronzeplatz. Doch der US-Amerikaner konterte im fünften Durchgang mit 8,47 m. In der letzten Runde gab es auf den vorderen Platzierungen keine Veränderungen mehr. Lediglich Iván Pedroso zog mit einer Steigerung auf 8,23 m noch an Bogdan Țăruș vorbei auf Platz 7.
So wurde Dwight Phillips Olympiasieger, John Moffitt gewann Silber, Joan Lino Martínez Bronze. Nur um einen Zentimeter geschlagen landete James Beckford auf Rang vier vor Christopher Tomlinson und Ignisious Gaisah aus Ghana. Iván Pedroso musste sich diesmal mit Platz sieben zufriedengeben.

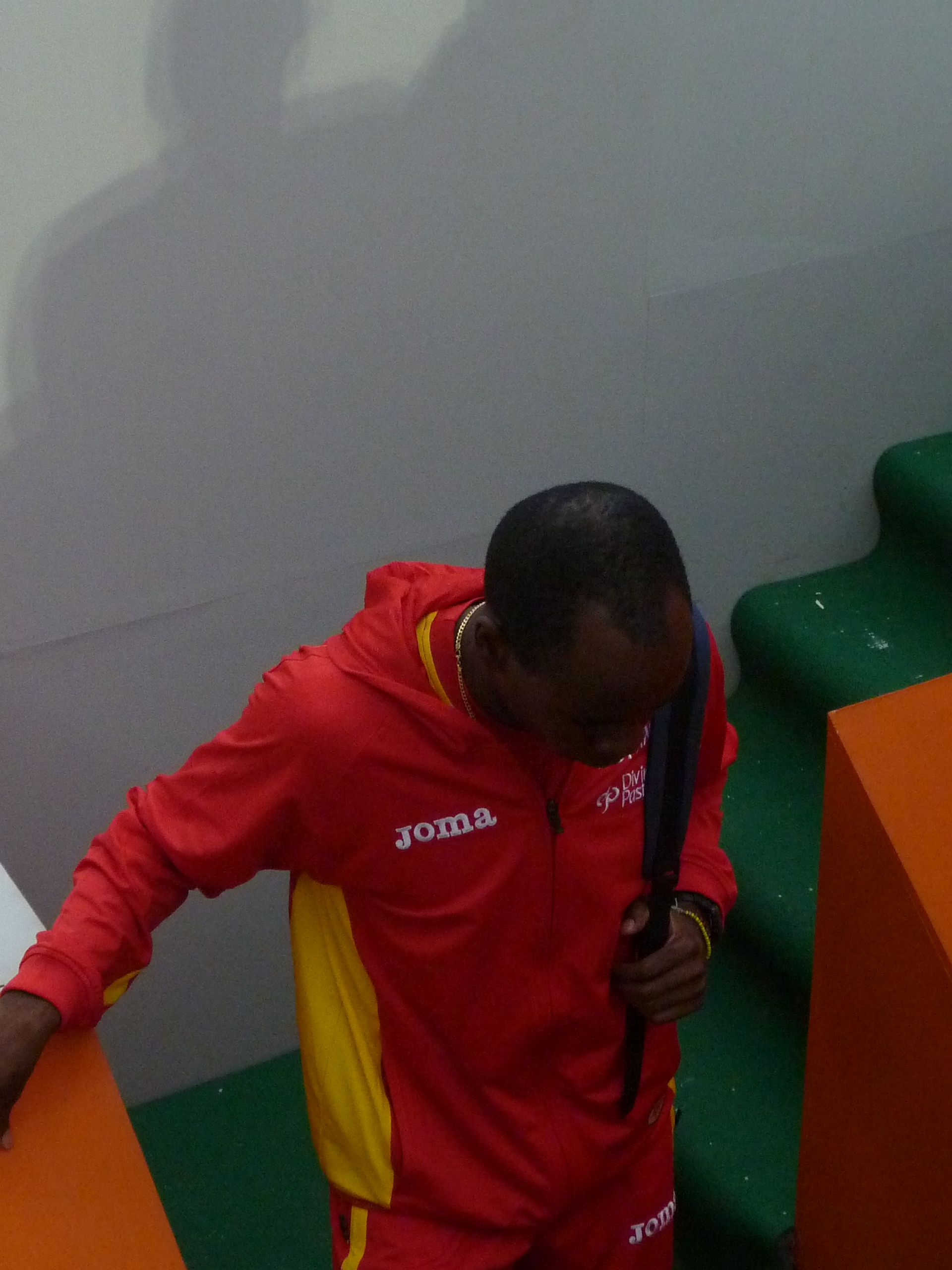
Bronzemedaillengewinner Joan Lino Martínez
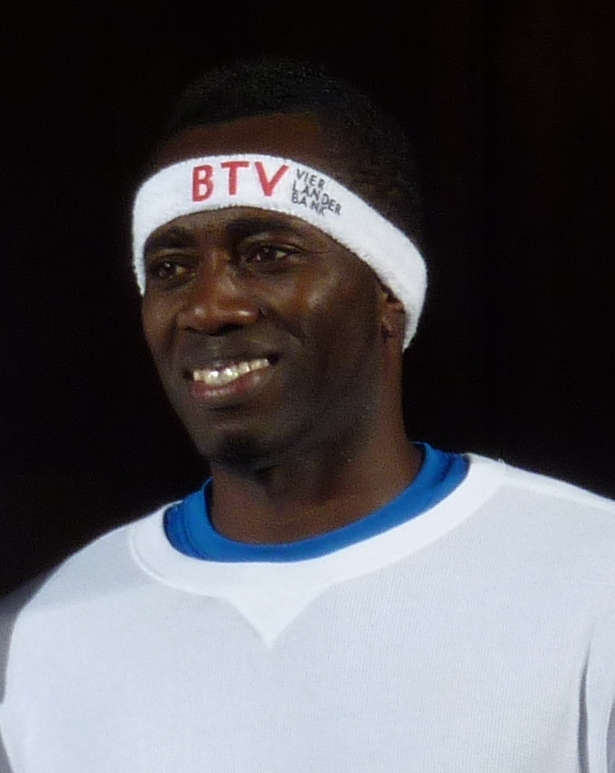
Der Olympiavierte James Beckford
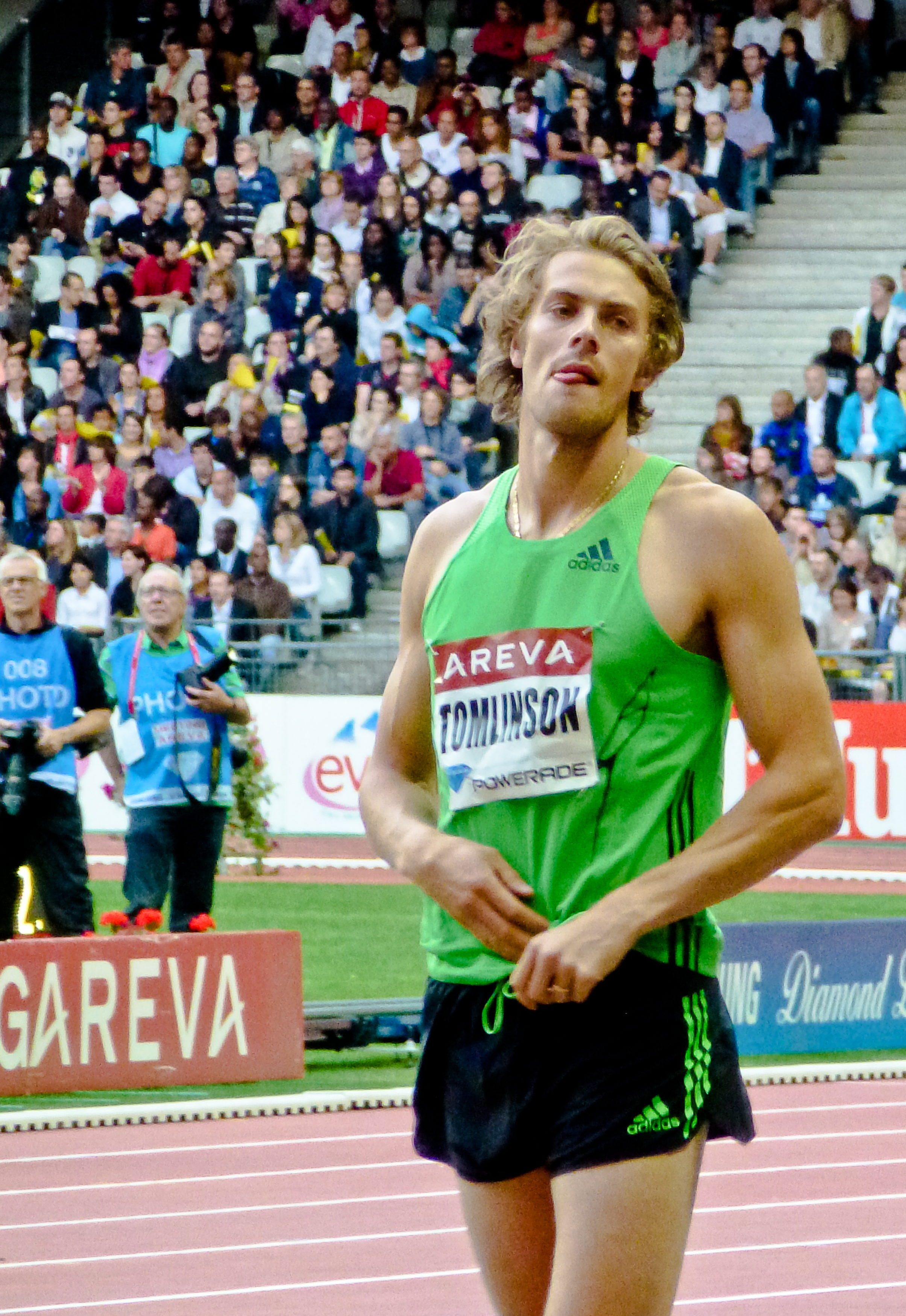
Rang vier für Christopher Tomlinson
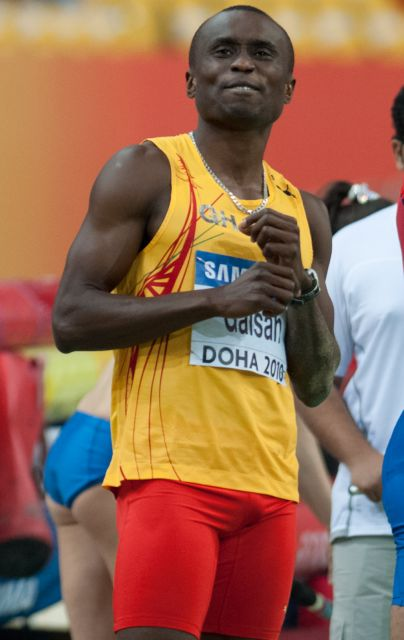
Ignisious Gaisah belegte im Finale Rang sechs

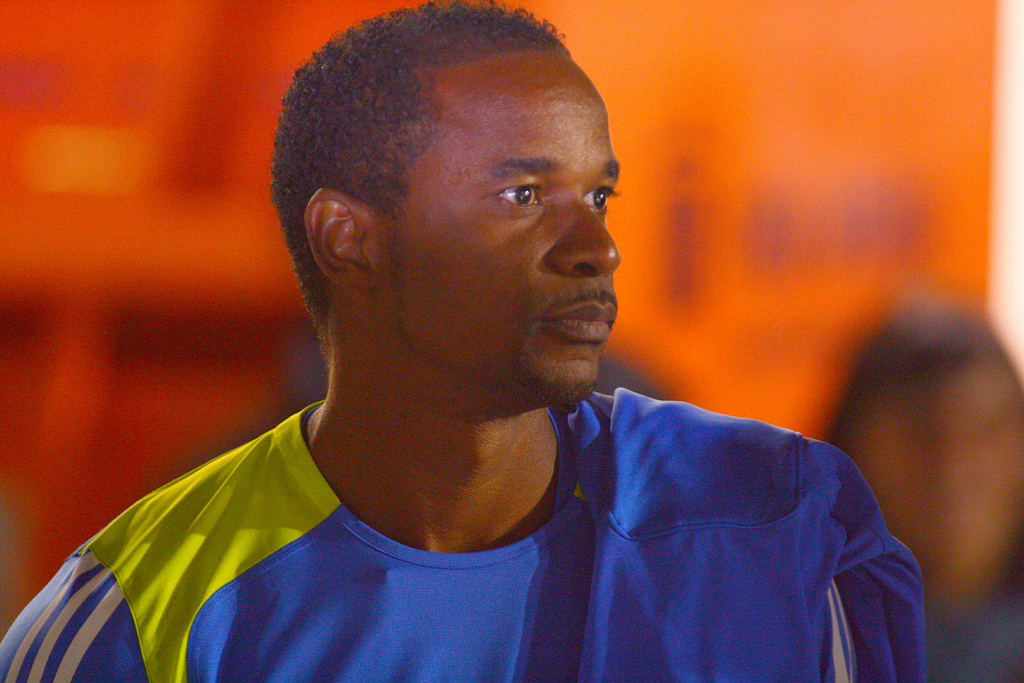
Der Olympiasieger von 2000 Iván Pedroso kam hier auf den siebten Platz
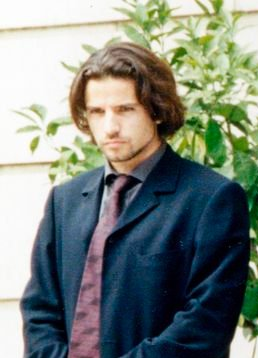
Der elftplatzierte Yago Lamela
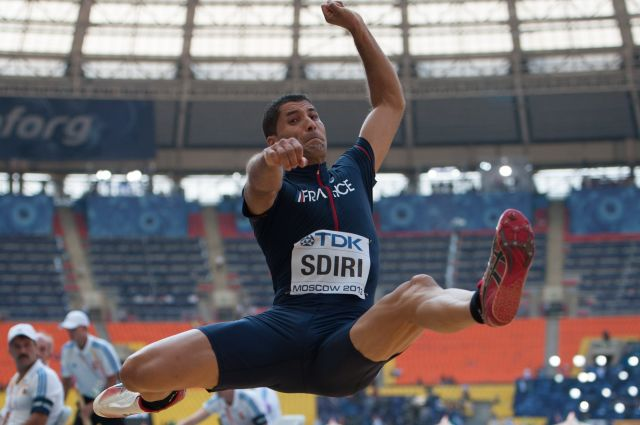
Salim Sdiri (hier im Jahr 2013) wurde Olympiazwölfter

## Videolinks
- 2004 Olympics Long Jump, youtube.com, abgerufen am 19. Februar 2022
- 2004 Olympics Men's Long Jump - 1st - Dwight Phillips, youtube.com, abgerufen am 19. Februar 2022
- Mens Long jump Athens 2004 PhillipsD Q1 8311, youtube.com, abgerufen am 19. Februar 2022
- 2004 Olympics Men's Long Jump - 2nd - John Moffitt, youtube.com, abgerufen am 19. Februar 2022